# Carl Ludwig Fernow

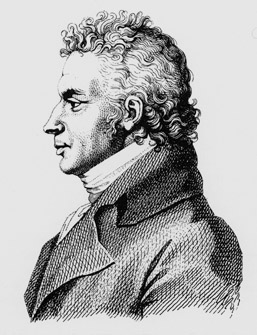
Carl Ludwig Fernow, Zeichnung von Gerhard von Kügelgen 1802

Carl Ludwig Fernow, auch Ludwig Fernow (* 19. November 1763 in Blumenhagen; † 4. Dezember 1808 in Weimar) war ein deutscher Kunsttheoretiker, Romanist und Bibliothekar in Weimar.

## Leben
Carl Ludwig Fernow war der jüngste Sohn des Gutsknechts Christoph Fernow († 1794) und dessen Ehefrau Dorothea Agnes, geb. Bentz († 1771). Er besuchte 1776 die Gelehrtenschule in Neubrandenburg, wo er die Bibliothek von Johann Gottlieb Pistorius benutzte und in kindlicher Begeisterung Kupferstiche aus dessen Büchern herausschnitt. Nach einer Apothekerlehre in Anklam begann er in der Ratsapotheke in Lübeck zu arbeiten. Hier lernte er den Maler Asmus Carstens kennen, der Fernows künstlerische Neigungen unterstützte. In Ratzeburg, wo er Ludwig Nauwerck unterrichtete, und Ludwigslust bestritt Fernow seinen Lebensunterhalt mit Zeichenunterricht und Porträtzeichnen, doch schrieb er auch Gedichte und kleine Texte für das Theater. Er kam nach Jena und Weimar und hörte die Vorlesungen des Philosophen Carl Leonhard Reinhold, der Fernow entschieden förderte und dazu beitrug, dass er den Schriftsteller Jens Immanuel Baggesen auf einer Reise in die Schweiz und nach Italien begleiten konnte. Eine Änderung der Reiseroute führte zu engen Kontakten mit dem Klagenfurter Kreis um Franz Paul von Herbert und Johann Benjamin Erhard, man bereiste sogar Anfang 1794 gemeinsam Oberitalien. Ende 1794 ging Fernow nach Rom, begründete dort bereits 1795 eine Lesegesellschaft für die in Rom arbeitenden deutschen Künstler und Kunstgelehrten, die sich in sehr großer Zahl hier trafen, und kam in der Folge in Kontakt unter anderem zu Friedrich Weinbrenner, Johann Gottfried Seume und Wilhelm von Humboldt. Fernow hielt sich von 1794 bis Sommer 1803 in Italien, insbesondere in Rom, auf und belieferte in diesem Zeitraum die damals führende Kulturzeitschrift, den Neuen Teutschen Merkur, mit zahlreichen, vielbeachteten kunsthistorischen und literaturgeschichtlichen Beiträgen. In der Zeit der Repubblica Romana 1798–1799 berichtete er zudem anonym in der von Ernst Ludwig Posselt herausgegebenen Neusten Weltkunde, der Vorläuferin der späteren Allgemeinen Zeitung, aus dem revolutionären Rom. In Rom lernte er auch seine Lebensgefährtin Maria Theresa Fini kennen, mit der er zwei Söhne hatte und die ihn 1803 nach Jena und Weimar begleitete. Sie starb im September 1808.

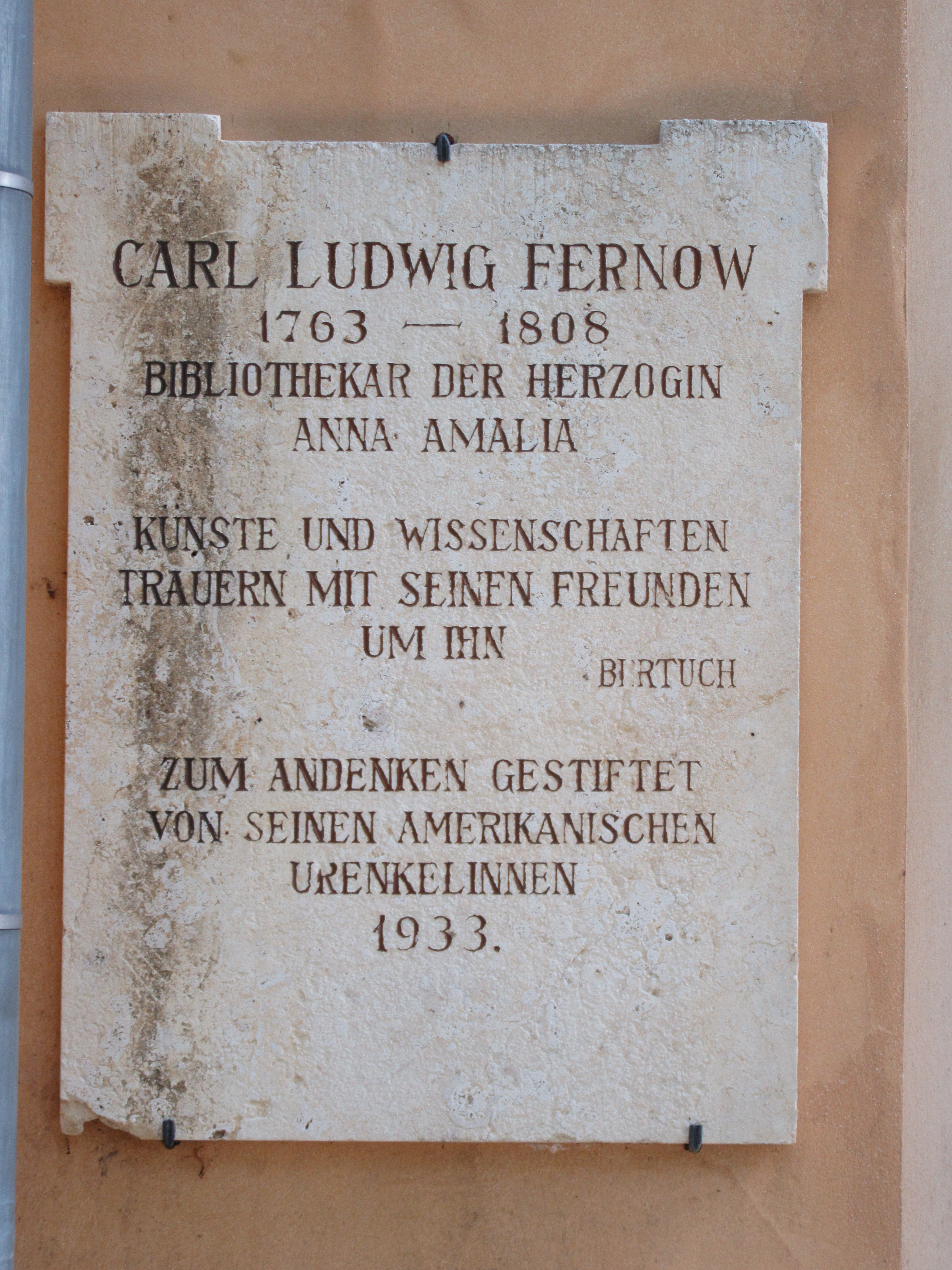
Gedenktafel auf dem Jacobskirchhof Weimar

1803 wurde Fernow durch Vermittlung von Karl August Böttiger Professor in Jena, wo er im September eintraf. 1804 wurde er Nachfolger Jagemanns als Bibliothekar der Mutter des regierenden Weimarer Herzogs, der Herzogin Anna Amalia. So kam er in ständigen Kontakt mit Goethe, Schiller und Wieland.
Als Kunsttheoretiker verfügte Fernow über eine große Fähigkeit der Darstellung. Zwar spielte Friedrich Schiller in einem Brief an Goethe Fernow und den ihm in der Methodik überlegenen Hegel gegeneinander aus: „Suchen Sie doch Hegel und Fernow einander näher zu bringen, ich denke es müßte gehen, dem einen durch den andern zu helfen. Im Umgang mit Fernow muß Hegel auf eine Lehrmethode denken, um ihm seinen Idealismus zu verständigen, und Fernow muß aus seiner Flachheit herausgehen.“. Doch trat Fernow gerade zu diesem Zeitpunkt kurz nach seiner Rückkehr aus Italien in näheren Kontakt zu den sogenannten „Weimarischen Kunstfreunden“, also Goethe und Johann Heinrich Meyer, die seine präzisen Kenntnisse der Kunst- und Literaturgeschichte Italiens erkannten und für gemeinsame wissenschaftlich-literarische Projekte nutzen wollten. Wie seine Briefe anschaulich vor Augen führen, hatte Fernow beispielsweise schon seit 1795 ein Handbuch der Ästhetik geplant und, wie ein ausführliches Inhaltsverzeichnis vom Februar 1799 belegt, auszuarbeiten begonnen. Er brachte dieses und viele weitere Projekte mit nach Weimar. Von Carl Ludwig Fernow stammen ca. 2000 italienische Bücher der heutigen Herzogin Anna Amalia Bibliothek, die er aus Rom 1803 nach Weimar importierte.
In Weimar entwickelte sich neben dem Umgang mit prominenten Zeitgenossen eine enge Freundschaft mit Johanna Schopenhauer, der Mutter des durch Fernow zum Studium ermutigten jungen Arthur Schopenhauer. Deren geselligen Kreis im Haus der Hofrätin Ludecus besuchte Fernow regelmäßig. Er veröffentlichte seine Italienische Sprachlehre für Deutsche (1804) und eine stattliche Serie von Ausgaben italienischer klassischer Autoren (Dante, Petrarca, Tasso, Ariosto). In einer dreibändigen Aufsatzsammlung Römische Studien (1806/08) versammelte er seine wichtigsten Aufsätze und Studien, in überarbeiteter Form, zu Themen wie beispielsweise zum Kunstschönen, zur Landschaftsmalerei oder auch zu den Dialekten des Italienischen und den Improvisatoren.
Lebhaft begrüßt wurde Fernows Biografie Leben des Künstlers Asmus Jacob Carstens, ein Beitrag zur Kunstgeschichte des achtzehnten Jahrhunderts (1806). Darin betont Fernow die Selbstbestimmtheit des künstlerischen Schaffensprozesses. Es sei notwendig, dass der Künstler neue Charaktere erfinde und durch sie die Sphäre des Kunstideals erweitere. Für Aufsehen sorgte auch seine kritische Studie über den damals die römische Kunstszene beherrschenden Bildhauer Antonio Canova, die 1806 im ersten Band der Römischen Studien erschien. Nach der Beteiligung an  Goethes Schrift Winckelmann und sein Jahrhundert (1805) edierte Fernow gemeinsam mit Heinrich Meyer Johann Joachim Winckelmanns gesammelten Werke. Es sollte sein letztes Projekt werden. In der Nacht vom 4. zum 5. Dezember 1808 verstarb er. Zwei Jahre später veröffentlichte Johanna Schopenhauer Carl Ludwig Fernow's Leben, dem regierenden Herzog Carl August gewidmet. Fernows Bibliothek kaufte Johann Wolfgang von Goethe im Auftrag des Herzogs auf, wovon den verwaisten Söhnen ein Erziehungsgeld ausgesetzt wurde. Aus der Sammlung seiner Kupferstiche erwarb Goethe 1809 die bemerkenswertesten Stücke, meist nach Gemälden der Spätrenaissance und des Manierismus, für sich selbst. Die Sammlung von Zeichnungen des Asmus Carstens, die Fernow über die Alpen mitgebracht hatte, war bereits einige Jahre zuvor für die herzoglichen Kunstsammlungen angekauft worden.
Fernow war Mitglied der Freimaurerlogen Amalia in Weimar und Zur Weltkugel in Lübeck.

## Werke (Auswahl)
- Sitten und Kulturgemälde von Rom. Mit dem Bildnisse des Kardinals Ruffo und neun andern Kupfern. Perthes, Gotha 1802 (anonym erschienen). Digitalisat
- Italienische Sprachlehre für Deutsche. 1804. Digitalisat
- Leben des Künstlers Asmus Jakob Carstens. Ein Beitrag zur Kunstgeschichte des achtzehnten Jahrhunderts. Leipzig 1806. Digitalisat
- Römische Studien. 3 Bände. Zürich 1806–1808. Band 1, Band 2, Band 3
- Winckelmann’s Werke. Walthersche Hofbuchhandlung, 11 Bände, Dresden 1808–1825. Erster und Zweiter Band 1808 herausgegeben von Fernow: Band 1, Band 2
- Francesco Petrarca dargestellt von C. L. Fernow. Nebst dem Leben des Dichters und ausführlichen Ausgabenverzeichnissen. Herausgegeben von Ludwig Hain. Altenburg & Leipzig 1818. Digitalisat

Briefausgaben
- Römische Briefe an Johann Pohrt 1793–1798. Hrsg. v. Herbert von Einem und Rudolf Pohrt, Berlin 1944, ISBN 978-3-11-150789-7
- „Rom ist eine Welt in sich“. Briefe 1789–1808. Herausgegeben und kommentiert von Margrit Glaser und Harald Tausch. Wallstein, Göttingen 2013, ISBN 978-3-8353-1314-9